# 施泰因曼德爾峰

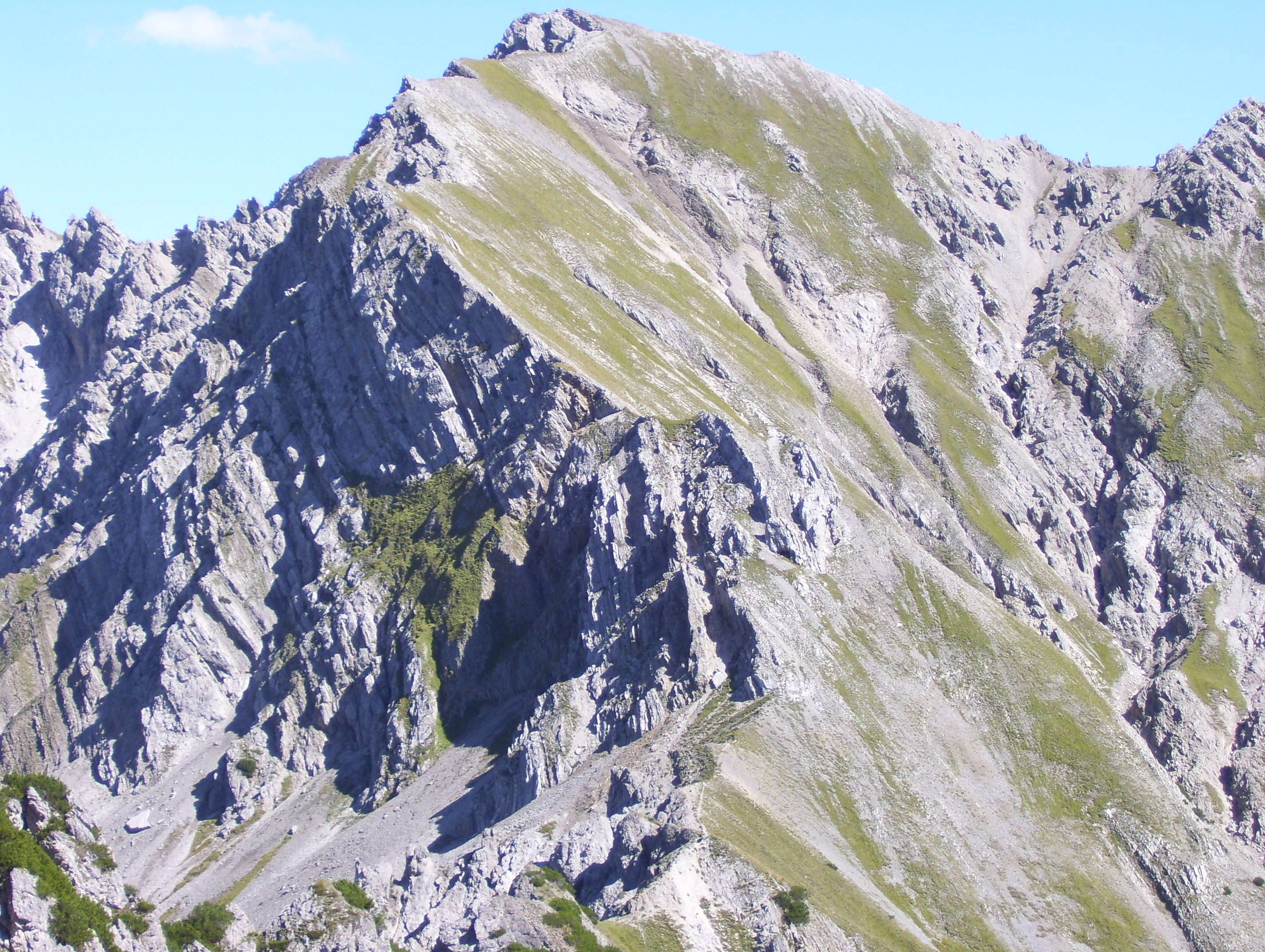

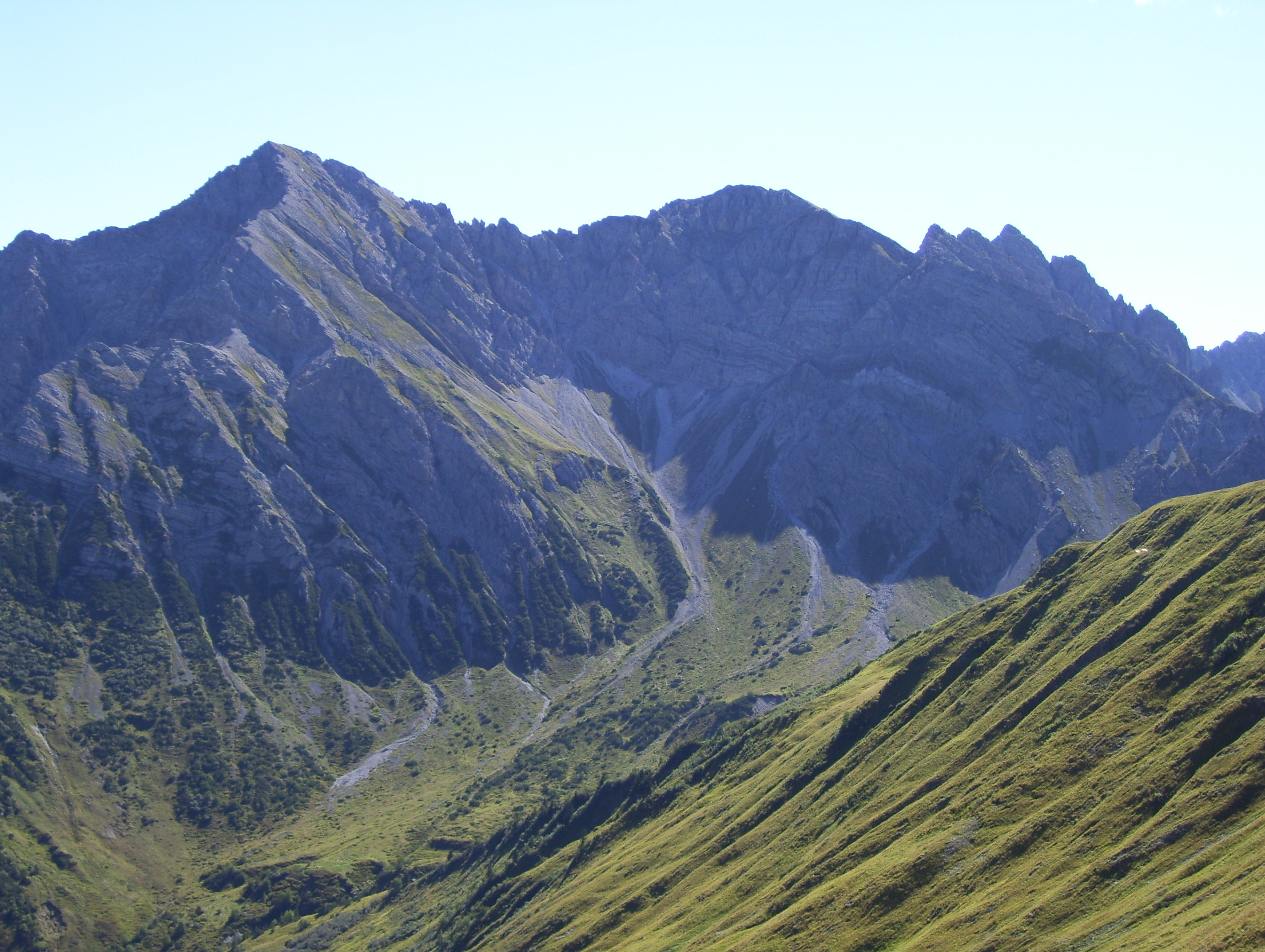

47°22′40″N 10°46′8″E / 47.37778°N 10.76889°E
施泰因曼德爾峰（德語：Steinmandlspitze），是奧地利的山峰，位於該國西部，由蒂羅爾州負責管轄，屬於萊希塔爾阿爾卑斯山脈的一部分，距離羅特施泰因山0.6公里，海拔高度2,347米。